# 小行星3006
小行星3006（3006 Livadia）是一颗围绕太阳公转的小行星。1979年9月24日，尼古拉·切爾尼赫在克里米亚发现了此天体。
該小行星以克里米亞共和國的城市利瓦季亞命名。
这颗小行星的绝对星等为6.219016037482059等。